# Washington Open 2006
Il Washington Open 2006, noto come Legg Mason Tennis Classic per motivi di sponsorizzazione, è stato un torneo di tennis giocato sul cemento. È stata la 38ª edizione del Washington Open e faceva parte della categoria International Series nell'ambito dell'ATP Tour 2006, Si è giocato al 00William H.G. Fitzgerald Tennis Center] di Washington negli Stati Uniti, dal 31 luglio al 6 agosto 2006.

## Campioni

### Singolare
Arnaud Clément ha battuto in finale  Andy Murray con il punteggio di 7–6(3), 6–2.

### Doppio
Bob Bryan /  Mike Bryan hanno battuto in finale  Paul Hanley  /  Kevin Ullyett con il punteggio di 6–3, 5–7, [10-3].